# Brandara
Brandara es una freguesia portuguesa del concelho de Ponte de Lima, con 2,51 km² de superficie y 479 habitantes (2001). Su densidad de población es de 190,8 hab/km².